# Beilschmiedia wallichiana
Beilschmiedia wallichiana là loài thực vật có hoa trong họ Nguyệt quế. Loài này được (G.Don) Kosterm. miêu tả khoa học đầu tiên năm 1961.